# Darbara Singh

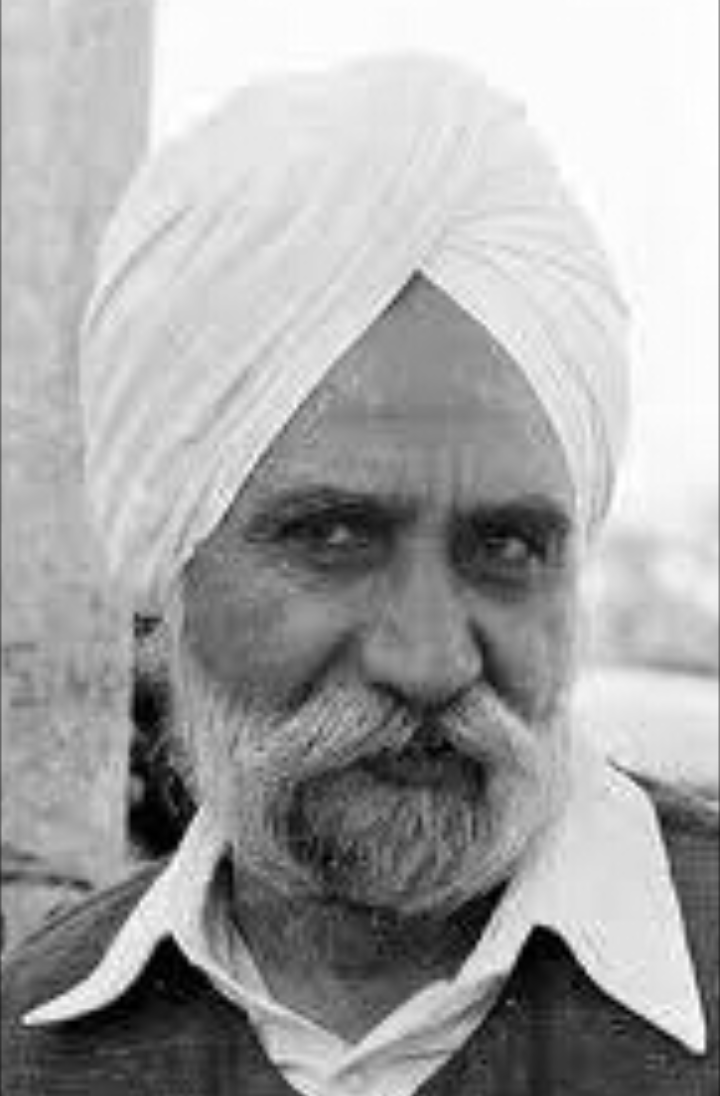
Darbara Singh

Darbara Singh (Alternativname: Darabāra Siṅgha; * 10. Februar 1916 in Jandiala, Distrikt Jalandhar, Punjab, Britisch-Indien; † 11. März 1990 in Neu-Delhi) war ein indischer Politiker des Indischen Nationalkongresses (INC), der sowohl Mitglied der Lok Sabha, des Unterhauses des indischen Parlaments, als auch Mitglied der Rajya Sabha, des Oberhauses des Parlaments, war. Er war zwischen 1980 und 1983 auch Chief Minister von Punjab.

## Leben
Darbara Singh, Sohn von Dalip Singh, besuchte das Khalsa College in Amritsar und war danach als Landwirt tätig. Er nahm an der Quit-India-Bewegung gegen die Herrschaft des Vereinigten Königreichs in Britisch-Indien teil und wurde wegen seines Engagements zwischen 1942 und 1945 sowie erneut 1946 inhaftiert. Im Anschluss war er zwischen 1946 und 1950 Präsident des Indischen Nationalkongresses (INC) im Distrikt Jalandhar. Er wurde 1952 erstmals Mitglied der Legislativversammlung (Legislative Assembly) des Bundesstaates Punjab und gehörte dieser nach mehreren Wiederwahlen bis 1969 an. Er war zwischen 1953 und 1956 Generalsekretär des INC im Bundesstaat Punjab und wurde 1954 Mitglied des All India Congress Committee (AICC), des Präsidiums des INC. Nachdem er von 1956 bis 1957 als Minister für Zusammenarbeit in der Regierung von Chief Minister Pratap Singh Kairon fungierte, war er zwischen 1957 und 1964 Präsident des INC im Bundesstaat Punjab. Zugleich bekleidete er zwischen 1958 und 1962 die Funktion als Präsident der Genossenschaftsunion sowie von 1959 und 1962 als Präsident der Transportunion des Punjab.
Des Weiteren fungierte Darbara Singh, der 1962 auch Mitglied des Arbeitsausschusses des INC wurde, von 1962 bis 1964 als Minister für Landwirtschaft, dörfliche Selbstverwaltung (Panchayati Raj) und öffentliche Arbeiten in der Regierung von Chief Minister Pratap Singh Kairon. In den darauf folgenden Regierungen von Chief Minister Ram Kishan (1964 bis 1966) sowie von Chief Minister Gurmukh Singh Musafir (1966 bis 1967) war er Minister für Inneres und Entwicklung. 1966 wurde er außerdem Präsident von Panchayat Parishad im Punjab. Bei der Wahl vom 1. bis 10. März 1971 Mitglied der Lok Sabha, des Unterhauses des indischen Parlaments, gewählt und vertrat dort bis zur Wahl vom 16. bis 20. März 1977 den Wahlkreis Hoshiapur. Während dieser fünften Wahlperiode war er zwischen März 1971 und März 1977 als Deputy Leader of the Congress Party stellvertretender Vorsitzender der INC-Fraktion in der Lok Sabha sowie von 1975 bis 1977 Vorsitzender des Ausschusses für öffentliche Unternehmen. Nach seinem Ausscheiden aus der Lok Sabha war er von 1978 bis 1981 erneut Präsident des INC im Bundesstaat Punjab. 
Als Nachfolger von Parkash Singh Badal von der Shiromani Akali Dal (SAD) und einer darauf folgenden Präsidialregierung (President’s rule) wurde Darbara Singh am 7. Juni 1980 Chief Minister von Punjab und bekleidete dieses Amt bis zum 5. Oktober 1983, woraufhin erneut eine President’s rule eingesetzt wurde, ehe erst am 29. September 1985 mit Surjit Singh Barnala ein neuer Chief Minister sein Amt antrat. Zuletzt wurde er am 10. April 1984 auch Mitglied der Rajya Sabha, des Oberhauses des Parlaments, und gehörte dieser bis zu seinem Tode am 11. März 1990 an. Während seiner Mitgliedschaft im Oberhaus fungierte er von Oktober bis Dezember 1986 Vorsitzender des House Committee. Aus seiner 1933 geschlossenen Ehe mit Gurbachan Kaur gingen drei Söhne und eine Tochter hervor.